# Yi Jiang
Yi Jiang (siglo XI a. C.), fue una reina y ministra de gobierno de la antigua China. Estaba casada con el rey Wu de Zhou (r. 1046–1043 a. C.).
Fue la primera hija  del gran duque de Qi, del linaje Lü del clan Jiang de Qi (邑姜 姜姓 呂氏).
Es reconocida por tener influencia sobre los asuntos de estado. Su cónyuge el rey la nombró una de sus nueve ministros de gobierno, inusual nombramiento que ha sido confirmado en los registros.
Ella, Fu Hao y la dama Nanzi fueron las únicamente cuatro mujeres políticamente influyentes en China con anterioridad a la reina viuda Xuan.

## Hijos
- Príncipe Song (王子誦; 1060–1020 a. C.), gobernó como Rey Cheng de Zhou de 1042 a 1021 a. C.
- El tercer hijo, príncipe Yu (王子虞), gobernó como el Marqués de Tang desde 1042 a. C.